# Frank Uhlig
Frank Uhlig (ur. 8 grudnia 1955 w Zschopau) – piłkarz niemiecki grający na pozycji obrońcy. W swojej karierze rozegrał 1 mecz w reprezentacji Niemieckiej Republiki Demokratycznej.

## Kariera klubowa
Swoją karierę piłkarską Uhlig rozpoczął w klubie BSG Motor Zschopau, a w 1972 roku podjął treningi w BSG Fortschritt Krumhermersdorf. W 1975 roku został zawodnikiem FC Karl-Marx-Stadt i w sezonie 1975/1976 zadebiutował w jego barwach w DDR-Oberlidze. W FC Karl-Marx-Stadt występował do końca swojej kariery, czyli do końca sezonu 1984/1985.

## Kariera reprezentacyjna
W reprezentacji Niemieckiej Republiki Demokratycznej Uhlig zadebiutował 7 maja 1980 w zremisowanym 1:1 towarzyskim meczu ze Związkiem Radzieckim, rozegranym w Rostocku i był to jego jedyny mecz w kadrze narodowej. W tym samym roku zdobył srebrny medal na Igrzyskach Olimpijskich w Moskwie.